# Touchtennis
Le touchtennis est une version modifiée du tennis joué sur un court compact avec des balles en mousse et des raquettes plus courtes (21 pouces ou 53 centimètres).
Les joueurs ATP anciens et actuels incluent Fernando Gonzalez, Marcus Willis, Jeff Tarango et Chris Eaton.[pas clair]

## Histoire
Le touchtennis a été créé en 2002 par un homme d'affaires, Rashid Ahmad, pour divertir sa fille et Aurélien Guyot. Quelques années plus tard, des tournois, des événements et un classement ont été développés.

## Équipement

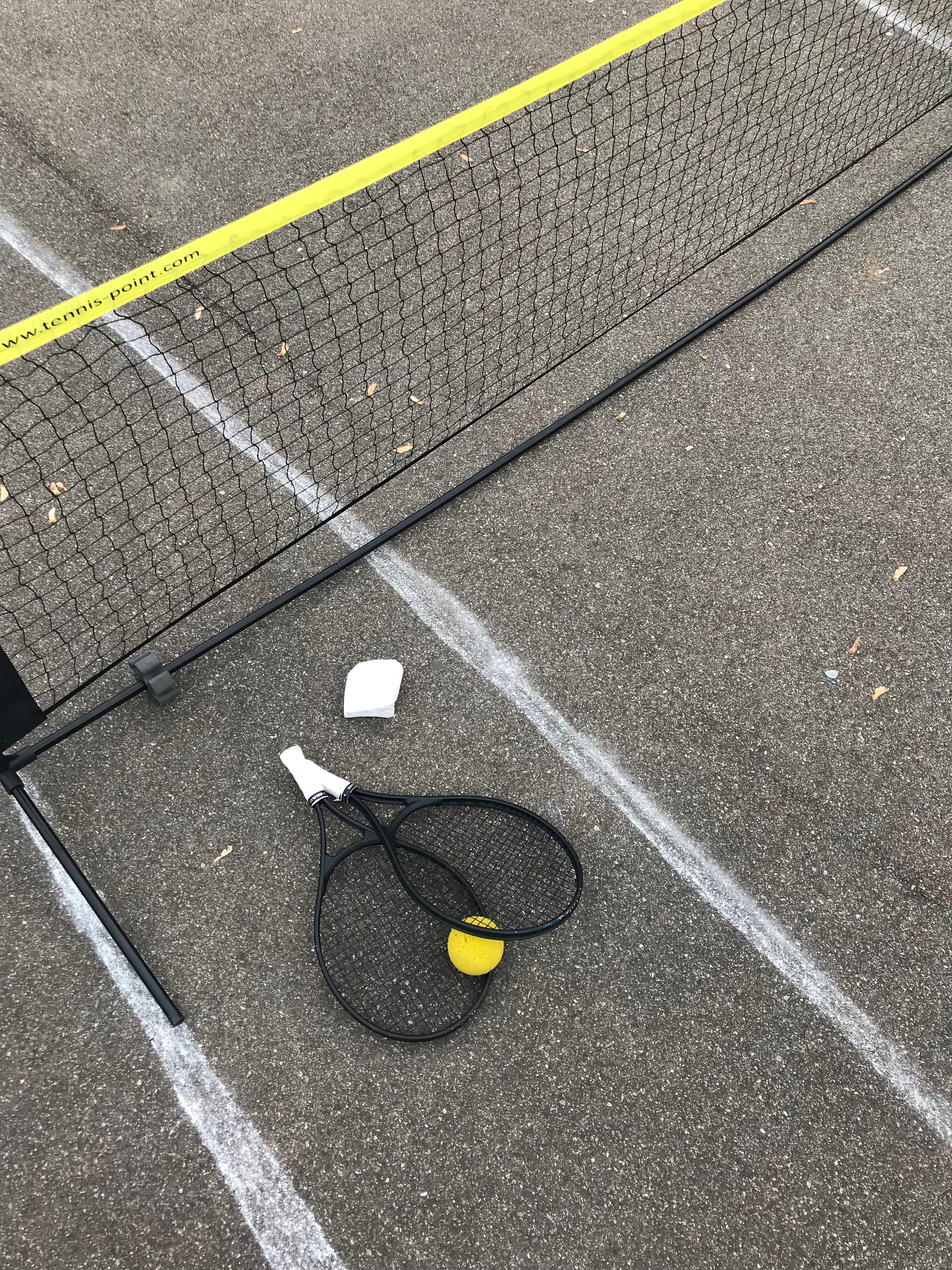
Equipement de touchtennis.

### Raquettes
Les raquettes de touchtennis officielles ne doivent pas mesurer moins de 20,9 pouces (53,1 cm) et pas plus de 21,1 pouces (53,6 cm). La taille du tamis de la raquette ne doit pas dépasser 107 pouces carrés (690 cm2).

### Balles
Des balles en mousse spéciales ont été développées pour résister aux coups violents. La balle officielle de touchtennis mesure 8 cm (3,1 pouces) de diamètre et est fabriquée en mousse blanche découpée. Par rapport au tennis, la balle va 75% moins vite. Ces balles sont plus légères et plus molles qu’au tennis, avec un impact plus doux.

## Terrain
Les dimensions d'un court de touchtennis officiel sont de 12 m × 5 m pour les simples et de 12 m × 6 m pour les doubles. Cependant, des écarts allant jusqu'à 25 cm sont tolérés sur toutes les lignes afin de rendre le jeu plus accessible et varié. Les joueurs peuvent également utiliser un terrain de badminton en abaissant le filet et en collant une nouvelle ligne de service à 1 mètre de distance de la ligne de service de badminton vers la ligne de fond.

## Joueurs marquants
- Rashid Ahmad (fondateur) : 42 titres en simple (20 Slams et 22 Masters) et 10 titres en double (dont 3 Masters)[9].
- Adam Hassan : 11 titres en simple (dont 4 Masters) et 32 titres en double (dont 4 Slams et 7 Masters)[10].
- Matt Golledge : 9 titres en simple (dont 1 Masters) et 32 titres en double (dont 6 Slams et 8 Masters)[11].
- Simon Roberts : 37 titres en simple (dont 5 Grands Chelems, 11 Masters et 3 Masters cups) et 1 titres en double (dont 1 Slam et 2 Masters)[12].
- Alex Miotto : 11 titres en simple (dont 3 Slams, 2 Masters et 1 Master Cup) et 7 titres en double (dont 2 Slams et 2 Masters)[2].